# PIS (Poslovno informatički sistemi)
Poslovno informatički sistemi (skr. PIS) jedan je od najvećih proizvođača ERP softvera u Hrvatskoj sa sjedištem u Zagrebu. Osnovne djelatnosti ove tehnološke tvrtke obuhvaćaju razvoj, licenciranje i implementaciju računalnog softvera, distribuciju hardvera, poslovno savjetovanje i srodne usluge. Posebnost tvrtke je u tailor-made pristupu, što znači da se IPIS+ rješenje razvija po mjeri klijenta.
Najpoznatiji PIS-ov proizvod je IPIS+ ERP, iz kojeg su razvijena dodatna poslovna rješenja – dashboard aplikacije za upravljanje prometom (IPIS+ promet) i zalihama (IPIS+ zalihe) te MIS BI data analytics koji osigurava prilagođenost sustava izvještavanja. Najnovije rješenje iz IPIS+ modula je mobileBOOM (Mobile Back-office Operations Management), Android aplikacija koja omogućava obavljanje back-office aktivnosti unutar prodajnog prostora. Godine 2019. izdavačka kuća VIDI uvrstila je IPIS+ u 50 najperspektivnijih hrvatskih poslovnih programskih rješenja - 50UP!. 

## Razvoj tvrtke
PIS je osnovao Jure Ćurković 1989. godine u Zagrebu. U svojim početcima, tvrtka se bavila prodajom osobnih računala, ali je sav profit investiran u razvoj poslovno informacijskih sustava. Kasnije se PIS iz zagrebačkog ureda proširio na Varaždin i Split, a svoju je podružnicu otvorio i u Sarajevu (Bosna i Hercegovina). Godine 2009. tvrtku je preuzeo Krešimir Ćurković. 
Tijekom više od 30 godina poslovanja, PIS je izrastao u tvrtku sa značajnim klijentima iz područja trgovine, industrije, nakladništva i izdavaštva, proizvodnje i ugostiteljstva. Posljednjih godina fokus poslovanja stavljen je na retail i industriju. 

## Suradnja
Uz razvoj svog poslovnog softverskog rješenja, PIS je službeni distributer Diebold Nixdorf hardvera za trgovinu te ekskluzivni hrvatski distributer Domino Printing Sciences, rješenja za industrijski ispis, kodiranje i označavanje. Od 2019. godine, PIS je član CroTechHuba, IT zadruge hrvatskih softverskih tvrtki, čiji je cilj zajednički izlazak na vanjsko tržište. Iste je godine otvoren zajednički ured u Birminghamu (Ujedinjeno Kraljevstvo).